# Flavia Bustreo
Flavia Bustreo (Camposampiero, 17 agosto 1961) è un medico ed epidemiologa italiana.
Ricopre l'incarico di vicedirettrice generale dell’Organizzazione Mondiale della Sanità per la salute della famiglia, delle donne e dei bambini e vice presidente del board del GAVI Alliance.
Ha contribuito alla realizzazione del primo studio mondiale sulla prevalenza della resistenza ai farmaci anti-tubercolari grazie alla creazione del Global Working Group on Anti-Tuberculosis-Drug Resistance Surveillance, nonché della Partnership per la Salute Materna, Neonatale ed Infantile basata su una strategia globale che chiama i paesi ad un impegno concreto per abbattere il numero di morti materne e infantili. Quest’ultimo impegno si traduce nel 2015 in un effettivo abbattimento del numero di morti materne e infantili: i dati dimostrano infatti che il numero di morti materne diminuisce da 532,000 nel 1990 a 303,000 nel 2015, mentre la mortalità dei bambini al di sotto dei 5 anni scende dai 12 milioni registrati nel 1990 a 6.9 milioni nel 2015.
A fine 2015 ha guidato lo sviluppo del rapporto dell’Organizzazione Mondiale della Sanità sull’invecchiamento, nonché ha contribuito a far inserire nell’accordo di Parigi sul Clima una chiara indicazione sul rapporto tra cambiamenti climatici e salute.

## Educazione e carriera
Laureata in Medicina e Chirurgia presso l’Università di Padova, lavora alcuni anni all’Istituto Gris di Mogliano. Nel 1992 parte per l’Iraq per assistere i feriti nel contesto post bellico della Guerra del Golfo per poi recarsi a Sarajevo per assistenza ai rifugiati e verifica delle strutture sanitarie. Nel 1994 conclude la specializzazione in Epidemiologia alla London School of Hygiene and Tropical Medicine ed entra a far parte del Ministero degli Affari Esteri in Italia e poi nell’Organizzazione Mondiale della Sanità per creare il primo Global Working Group on Anti-Tuberculosis-Drug Resistance Surveillance che porterà al primo studio mondiale sulla prevalenza della resistenza ai farmaci anti-tubercolari.
Dal 1997 al 1999 è in Sudan, dove è responsabile della strategia sulla gestione integrata delle malattie infantili (IMCI, Integrated Management of Childhood Illness). Fra il 1999 ed il 2006 ha lavorato presso la Banca Mondiale con un secondment da parte dell’Organizzazione Mondiale della Sanità dove ha redatto linee guida e politiche volte a stimolare gli investimenti sulla salute materna ed infantile a livello paese, coordinando il Joint Working Group on Child Health and Poverty.
Dal 2006 al 2010 ricopre il ruolo prima di vicedirettrice e poi direttrice della partnership per la salute materna, neonatale ed infantile. La strategia globale chiama i paesi ad un impegno concreto per l’abbattimento di tutte quelle morti di madri e bambini che potrebbero essere evitate con soluzioni già esistenti. Nel 2009 il Summit G7 include per la prima volta una dichiarazione di impegno sul tema della salute di madri e bambini, che viene poi tradotto l’anno dopo, nel Summit G7 del 2010, in un impegno concreto attraverso il lancio della Muskoka Initiative.
Dall’ottobre del 2010 Flavia Bustreo è vicedirettrice generale per la salute della famiglia, delle donne e dei bambini dell’OMS. 

### Premi e riconoscimenti
- Woman of the Year Award – Rotary International, Regione Veneto (2015)
- Encomio Solenne – città di Camposampiero (2015)
- Vhernier Award for international commitment in the protection of women’s and children’s health (2014)
- World Bank Award for contribution to Global Monitoring Report (2005)
- World Bank Award for Senegal Community Nutrition Project and for preparation of the Healthy Start in Life Conference (2002)
- World Bank Award for Capacity Building for Senior WHO and World Bank Staff (2000)

## Media
Flavia Bustreo scrive su Huffington Post internazionale e Huffington Post Italia

## Pubblicazioni
- Bustreo F, Gorna R, Nabarro D. Knowledge for effective action to improve the health of women, children and adolescents in the sustainable development era. Bulletin of the World Health Organization. 2016 May 1;94(5):310-A
- Kuruvilla S, Bustreo F, Kuo N, Mishra CK, Taylor K, Fogstad H, Gupta GR, Gilmore K, Temmerman M, Thomas J, Rasanathan K. The Global strategy for women’s, children’s and adolescents’ health (2016–2030): a roadmap based on evidence and country experience. Bull World Health Organ. 2016 May 1;94(5):398-400.
- Hanson M, Gluckman P, Bustreo F. Obesity and the health of future generations. Lancet Diabetes and Endocrinology. 2016; 1-2.
- Requejo JH, Bustreo F. Putting Maternal Health in Perspective with a Life Course Approach to Women's Health. Journal of Women's Health. 2016 Mar 1;25(3):211-2.
- Bustreo F. Health MDG’s: what was been achieved in improving maternal and child health. Eastern Mediterranean Health Journal. 2015 Sep 1;21(10).
- Bustreo F, Gorna R. Knowledge for effective action to improve the health of women, children and adolescents in the post-2015 era: a call for papers. Bulletin of the World Health Organization. 2015 May;93(5):286-.
- Bustreo F, Okwo-Bele JM, Kamara L. World Health Organization perspectives on the contribution of the Global Alliance for Vaccines and Immunization on reducing child mortality. Archives of disease in childhood. 2015 Feb 1;100(Suppl 1):S34-7.
- Hunt P, Yamin AE, Bustreo F. Making the Case: What Is the Evidence of Impact of Applying Human Rights-Based Approaches to Health?. Health and Human Rights. 2015 Dec 10;17(2):E1
- Zeid S, Bustreo F, Barakat MT, Maurer P, Gilmore K. For every woman, every child, everywhere: a universal agenda for the health of women, children, and adolescents. The Lancet. 2015 May 16;385(9981):1919-20.
- Bustreo F. Less than 1000 days to go for MDGs 4 and 5: where are we and what needs to be done?. Eastern Mediterranean Health Journal. 2014 Jan 1;20(1):3.
- Bustreo F, Requejo J, Seoane M, Sidibé M, Carter J, Alhassan K, Wilkinson B, Iversen K, Hoffman J, Solberg E, Hart S. Global Health and Diplomacy—Fall 2014.
- Bustreo F, Say L, Koblinsky M, Pullum TW, Temmerman M, Pablos-Méndez A. Ending preventable maternal deaths: the time is now. The Lancet Global Health. 2013 Oct 1;1(4):e176-7.
- Bustreo F, Zoysa ID, Carvalho IA. Policy directions to improve women's health beyond reproduction. Bulletin of the World Health Organization. 2013 Sep;91(9):712-4.
- Bustreo F, Hunt P. The right to health is coming of age: evidence of impact and the importance of leadership, J Public Health Policy. 2013; 34(4):574-9
- Bustreo F, Chestnov O, Knaul FM, Carvalho IA, Merialdi M, Temmerman M, Beard JR. At the crossroads: transforming health systems to address women's health across the life course. Bulletin of the World Health Organization. 2013 Sep;91(9):622-.
- Bustreo F, Chestnov O. Emerging issues in adolescent health and the positions and priorities of the world health organization. Journal of Adolescent Health. 2013 Feb 28;52(2):S4.
- Hunt PH, Bustreo F, Gruskin S, Eide A, McGoey L, Rao S, Songane F, Tarantola D, Unnithan M, Yamin AE, van Bolhuis A. Women’s and children’s health: evidence of impact of human rights. World Health Organization; 2013.
- Bustreo F, Mbizvo M. Human reproduction program: the first partnership for health and development at the WHO. Gynecologic and Obstetric Investigation. 2012 Nov 7;74(3):181-4.
- Bustreo F, D’Hooghe T. 40 Years of Reproductive Research at the WHO. Gynecologic and Obstetric Investigation. 2012;74(3):177-248.
- Bustreo F, Requejo JH, Merialdi M, Presern C, Songane F. From safe motherhood, newborn, and child survival partnerships to the continuum of care and accountability: moving fast forward to 2015. International Journal of Gynecology & Obstetrics. 2012 Oct 31;119:S6-8.
- Bustreo F, Knaul FM, Bhadelia A, Beard J, Carvalho IA. Women's health beyond reproduction: meeting the challenges. Bulletin of the World Health Organization. 2012 Jul;90(7):478-A.
- Kuruvilla S, Bustreo F, Hunt P, Singh A, Friedman E, Luchesi T, Germann S, Loraas KT, Yamin AE, Andion X, Frenk J. The millennium development goals and human rights: Realizing shared commitments. Human Rights Quarterly. 2012;34(1):141-77.
- Presern C, Bustreo F, Droop J, Fogstad H, Starrs A, Axelson H, Frenk J. Keeping promises for women and children. The Lancet. 2012; 379(9832):2125-6.
- Bustreo F, Frenk J. Women's and children's health: from pledges to action. Bulletin of the World Health Organization. 2010 Nov;88(11):798-.
- Bustreo F, Doebbler CF. Making health an imperative of foreign policy: The value of a human rights approach. Health and Human Rights. 2010 Jun;12:1.
- Bustreo F, Requejo J, Johnston A. Effect of development assistance on domestic health expenditures.The Lancet. 2010; 376(9741)
- Knaul F, Bustreo F, Ha E, Langer A. Breast cancer: why link early detection to reproductive health interventions in developing countries? Salud Pública de México. 2009 Jan;51:s220-7.
- Bustreo F, Johnsson AB. Parliamentarians: leading the change for maternal, newborn, and child survival? The Lancet. 2008; 371: 1221–1222
- Sepúlveda J, Bustreo F, Tapia R, Rivera J, Lozano R, Oláiz G, Partida V, García-García L, Valdespino JL. Improvement of child survival in Mexico: the diagonal approach. The Lancet. 2006 Dec 8;368(9551):2017-27.
- Belli PC, Bustreo F, Preker A. Investing in children's health: what are the economic benefits? Bulletin of the World Health Organization. 2005 Oct;83(10):777-84.
- Bustreo F, Genovese E, Omobono E, Axelsson H, Bannon I. Improving child health in post-conflict countries: Can the World Bank contribute? The World Bank. 2005 Jun.
- Wagstaff A, Bustreo F, Bryce J, Claeson M. Child health: reaching the poor. American Journal of Public Health. 2004 May;94(5):726-36.
- Axelsson H, Bustreo F, Harding H. Private sector participation in child health. The World Bank Group, Washington. 2003 May.
- Bryce J, Bustreo F, Claeson M, Danielsson N, Gwatkin D. Better health for poor children: a special report from the WHO/World Bank Working Group on Child Health and Poverty. WHO/World Bank; 2003.
- Bustreo F, Harding A, Axelsson H. Can developing countries achieve adequate improvements in child health outcomes without engaging the private sector? Bulletin of the World Health Organization. 2003 Dec;81(12):886-95.